# Hell Is
Hell Is è una raccolta dello storico shock rock, Alice Cooper. Prodotto nel 2003, presenta le sue più famose canzoni tra il 1980 e il 1990.

## Lista brani
1. "Poison" - 4:30
2. "House of Fire" - 3:45
3. "Hell is Living Without You" - 4:11
4. "Bed of Nails" - 4:19
5. "Only My Heart Talkin'" - 4:45
6. "Hey Stoopid" - 4:32
7. "Love's a Loaded Gun" - 4:11
8. "Feed My Frankenstein" - 4:44
9. "Hurricane Years" - 3:58
10. "Lost in America" - 3:52
11. "Stolen Prayer" - 5:34
12. "It's Me" - 4:37
13. "Cleansed by Fire" - 6:12
14. "Fire" (Jimi Hendrix) - 3:01
15. "Go To Hell" [Live] - 5:30
16. "School's Out" [Live] - 3:53